# Hummet

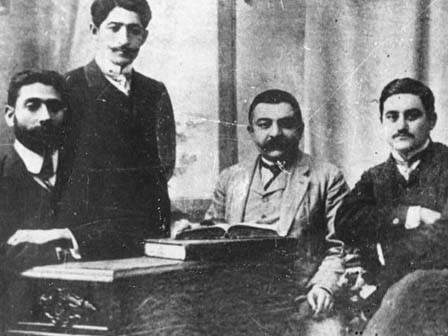
Fundadores del partido Hummet

Hummet (Azerbaiyano: Hümmət) el Partido Socialdemócrata Musulmán, fue un partido político de tendencia comunista creado por los musulmanes de Azerbaiyán en 1904, que actuó en todo el periodo de la revolución rusa y años inmediatos. Su nombre completo era Partido socialista musulmán y estaba estrechamente aliado al Adelet (nombre del Partido comunista del Azerbaiyán iraní). En 1920 tomó el poder en Azerbaiyán (abril) y se fusionó con el grupo comunista ruso en Bakú, formándose de la unión el Partido Comunista de Azerbaiyán. El primer gobierno comunista del país (1920) estuvo formado por azerís del ala izquierda del Hummet y del Adelet.
- Datos: Q2607318
- Multimedia: Hummat Party / Q2607318